# Coelioxys remissa
Coelioxys remissa är en biart som beskrevs av Holmberg 1888. Coelioxys remissa ingår i släktet kägelbin, och familjen buksamlarbin. Inga underarter finns listade i Catalogue of Life.